# Aleksiej Griszyn-Ałmazow
Aleksiej Nikołajewicz Griszyn-Ałmazow (właśc. Griszyn, ur. 1881 w ujeździe kirsanowskim guberni tambowskiej, zm. 1919) – rosyjski wojskowy, uczestnik wojny domowej w Rosji po stronie białych.

## Życiorys
Ukończył korpus kadetów, a następnie w 1902 r. Michajłowską Szkołę Artylerii. Brał udział w wojnie rosyjsko-japońskiej, w tym w bitwie pod Liaoyang. Podczas I wojny światowej dowodził, w stopniu podpułkownika, dywizjonem artylerii należącym do Syberyjskiego Korpusu Strzeleckiego i był członkiem sztabu korpusu. Przed rewolucją październikową nie angażował się politycznie, chociaż sympatyzował z programem eserowców. W listopadzie 1917 r. został zwolniony z wojska.
Wiosną 1918 r. utworzył podziemną organizację antybolszewicką w Nowonikołajewsku, posługując się pseudonimem Ałmazow. W końcu maja 1918 r. jego grupa przejęła władzę w mieście i porozumiała się ze zbuntowanym Korpusem Czechosłowackim pod dowództwem Radoli Gajdy. W czerwcu 1918 r. został dowódcą Armii Syberyjskiej, sformowanej z utworzonych przy jego udziale na Syberii białych oddziałów. Był również ministrem wojny w Tymczasowym Rządzie Syberyjskim.
15 lipca 1918 r. w imieniu Tymczasowego Rządu Syberyjskiego prowadził negocjacje z Komuczem w sprawie wspólnej walki z bolszewikami. Dowodził rozbiciem sił Czerwonej Gwardii na zachodniej Syberii i przeprowadził skuteczną mobilizację do wojsk białych na Syberii, m.in. przymusowo wcielając do wojska mężczyzn urodzonych w 1898 i 1899 r. i organizując wojsko na zasadach surowej dyscypliny. We wrześniu 1918 r. stracił stanowisko dowódcy Armii Syberyjskiej na rzecz Pawła Iwanowa-Rinowa, w związku z faktem, iż jego koncepcje dalszego działania białych różniły się od zamierzeń wspierających ich przedstawicieli Ententy.
W związku z utratą stanowiska wyjechał z Omska i dołączył do Armii Ochotniczej gen. Antona Denikina, który powierzył mu misję tworzenia nowych oddziałów białych w Jassach. Główną przyczyną, dla której Denikin powierzył to zadanie stosunkowo niższemu stopniem i mniej doświadczonemu od innych białych dowódców oficerowi, był fakt, że Griszyn-Ałmazow posiadał aktualne informacje o sytuacji białych na Syberii i brał już tam udział w walkach z bolszewikami.
W grudniu 1918 r., po odejściu wojsk niemieckich z Ukrainy, francuskie wojska interwencyjne pomogły białym przejąć kontrolę nad Odessą i regionem. Siły dowodzone przez Griszyna-Ałmazowa stoczyły krótką bitwę z oddziałami Ukraińskiej Republiki Ludowej, po czym opanowały miasto. Dowódca francuskiego kontyngentu mianował go gubernatorem Odessy. Griszyn-Ałmazow ogłosił, że jest lojalny wobec Denikina. Utworzył rząd, przejął miejski skarbiec Odessy i polecił aresztowania ludzi, których podejrzewał o sympatie bolszewickie. Jego polityka zniechęciła do białych miejscowych polityków liberalnych i demokratycznych. Z działań Griszyna-Ałmazowa niezadowolony był również Denikin, który uważał, iż gubernator działa zbyt samodzielnie i bał się, że faktyczna niezależność jego rządu w Odessie zachęci kolejnych zwolenników federalizacji Rosji. 9 stycznia 1919 r. Denikin zażądał od Griszyna-Ałmazowa zlikwidowania rządu i zarządzania Odessą w oparciu o organy miejskiego samorządu. Griszyn-Ałmazow pozostawał w trudnych relacjach także z dowództwem francuskich wojsk interwencyjnych; bezskutecznie usiłował namówić Francuzów do zgody na zajęcie przez białych sąsiadujących z Odessą wiosek zamieszkanych przez niemieckich kolonistów.
Pod koniec stycznia Griszyn-Ałmazow ogłosił likwidację odeskiej dumy miejskiej. Miejscowi politycy udali się ze skargą do Denikina, który uznał ich racje i mianował nowym gubernatorem odeskim gen. Aleksandra Sannikowa. Ostatecznie Francuzi, rozczarowani nieustannymi sporami z przedstawicielami białych, zdecydowali o powierzeniu cywilnej władzy w Odessie rządowi ukraińskich konserwatystów. W końcu marca 1919 r., na krótko przed ewakuacją i zdobyciem miasta przez czerwonych, interwenci polecili zarówno Griszynowi-Ałmazowowi, jak i Sannikowowi wyjazd z Odessy.
W kwietniu 1919 r. na polecenie Denikina Griszyn-Ałmazow na czele oddziału złożonego z 25 żołnierzy i 16 oficerów udał się ponownie do wojsk Aleksandra Kołczaka. W maju 1919 r. na Morzu Kaspijskim statek „Lejla”, na którym przemieszczał się oddział, został jednak przechwycony przez bolszewicki okręt „Karl Liebknecht”. Griszyn-Ałmazow popełnił samobójstwo, nie chcąc dostać się do niewoli.